# Soper
Soper é uma cidade  localizada no estado norte-americano de Oklahoma, no Condado de Choctaw.

## Demografia
Segundo o censo norte-americano de 2000, a sua população era de 300 habitantes.
Em 2006, foi estimada uma população de 299, um decréscimo de 1 (-0.3%).

## Geografia
De acordo com o United States Census Bureau tem uma área de
0,7 km², dos quais 0,7 km² cobertos por terra e 0,0 km² cobertos por água. Soper localiza-se a aproximadamente 141 m acima do nível do mar.

## Localidades na vizinhança
O diagrama seguinte representa as localidades num raio de 32 km ao redor de Soper.